# روك هيل
روك هيل (كارولاينا الجنوبية) (بالإنجليزية: Rock Hill, South Carolina)‏ هي مدينة تقع في الولايات المتحدة في مقاطعة يورك (كارولاينا الجنوبية). يقدر عدد سكانها بـ 69,103 نسمة وترتفع عن سطح البحر 206 متر.

## التركيبة السكانية
حدّد مكتب تعداد الولايات المتحدة بيانات التركيبة السكانية لروك هيل في تعداد الولايات المتحدة. في ما يلي، التركيبة السكانية حسب تعدادي 2000 و2010.

### تعداد عام 2000
بلغ عدد سكان روك هيل 49,765 نسمة بحسب تعداد عام 2000، وبلغ عدد الأسر 18,750 أسرة وعدد العائلات 12,100 عائلة مقيمة في المدينة. في حين سجلت الكثافة السكانية 490.9 نسمة لكل كيلومتر مربع (1,271.4/ميل2). وبلغ عدد الوحدات السكنية 20,287 وحدة بمتوسط كثافة قدره 200.1 لكل كيلومتر مربع (518.3/ميل2).
وتوزع التركيب العرقي للمدينة بنسبة 58.74% من البيض و37.33% من الأمريكيين الأفارقة و0.50% من الأمريكيين الأصليين و1.39% من الأمريكيين ذوي الأصول الآسيوية و0.03% من سكان جزر المحيط الهادئ و1.02% من الأعراق الأخرى و1% من عرقين مختلطين أو أكثر و2.48% من الهسبانيون أو اللاتينيون من أي عرق.
بلغ عدد الأسر 18,750 أسرة كانت نسبة 36.7% منها لديها أطفال تحت سن الثامنة عشر تعيش معهم، وبلغت نسبة الأزواج القاطنين مع بعضهم البعض 41.6% من أصل المجموع الكلي للأسر، ونسبة 18.3% من الأسر كان لديها معيلات من الإناث دون وجود شريك،  بينما كانت نسبة 4.6% من الأسر لديها معيلون من الذكور دون وجود شريكة وكانت نسبة 35.5% من غير العائلات. تألفت نسبة 27.5% من أصل جميع الأسر من عدة أفراد يعيشون في نفس المنزل ونسبة 8.5% كانت تتألف من شخص يعيش بمفرده يبلغ من العمر 65 عاماً أو أكثر. وبلغ متوسط حجم الأسرة المعيشية 2.49، أما متوسط حجم العائلات فبلغ 3.05.
بلغ العمر الوسطي للسكان 31.0 عاماً. وكانت نسبة 24.8% من القاطنين تحت سن الثامنة عشر، وكانت نسبة 10.9% بين الثامنة عشر والرابعة والعشرين عاماً، ونسبة 30.3% كانت واقعةً في الفئة العمرية ما بين الخامسة والعشرين والرابعة والأربعين عاماً، ونسبة 18.2% كانت ما بين الخامسة والأربعين والرابعة والستين، ونسبة 9.6% كانت ضمن فئة الخامسة والستين عاماً فما فوق. يوجد لكل 100 أنثى 88.6 ذكر، ويوجد لكل 100 أنثى في الثامنة عشر من عمرها فما فوق 83.8 ذكر.
بلغ متوسط دخل الأسرة في المدينة 37,336 دولارًا، أما متوسط دخل العائلة فبلغ 45,697 دولارًا. وكان متوسط دخل الذكور 32,156 دولارًا مقابل 24,181 دولارًا للإناث. وسجل دخل الفرد الخاص بالمدينة 18,929 دولارًا. وكانت نسبة 9.7% من العائلات ونسبة 14% من السكان تحت خط الفقر، وكان من هؤلاء نسبة 16.7% تحت سن الثامنة عشر ونسبة 12% في الخامسة والستين من العمر وما فوق.

### تعداد عام 2010
بلغ عدد سكان روك هيل 66,154 نسمة بحسب تعداد عام 2010، وبلغ عدد الأسر 25,966 أسرة وعدد العائلات 16,059 عائلة مقيمة في المدينة. في حين سجلت الكثافة السكانية 652.5 نسمة لكل كيلومتر مربع (1,690.0/ميل2). وبلغ عدد الوحدات السكنية 29,159 وحدة بمتوسط كثافة قدره 287.6 لكل كيلومتر مربع (744.9/ميل2).
وتوزع التركيب العرقي للمدينة بنسبة 54.64% من البيض و38.32% من الأمريكيين الأفارقة و0.49% من الأمريكيين الأصليين و1.69% من الأمريكيين ذوي الأصول الآسيوية و0.10% من سكان جزر المحيط الهادئ و2.69% من الأعراق الأخرى و2.07% من عرقين مختلطين أو أكثر و5.69% من الهسبانيون أو اللاتينيون من أي عرق.
بلغ عدد الأسر 25,966 أسرة كانت نسبة 33.9% منها لديها أطفال تحت سن الثامنة عشر تعيش معهم، وبلغت نسبة الأزواج القاطنين مع بعضهم البعض 38.1% من أصل المجموع الكلي للأسر، ونسبة 18.8% من الأسر كان لديها معيلات من الإناث دون وجود شريك،  بينما كانت نسبة 5% من الأسر لديها معيلون من الذكور دون وجود شريكة وكانت نسبة 38.2% من غير العائلات. تألفت نسبة 30.3% من أصل جميع الأسر من عدة أفراد يعيشون في نفس المنزل ونسبة 8.6% كانت تتألف من شخص يعيش بمفرده يبلغ من العمر 65 عاماً أو أكثر. وبلغ متوسط حجم الأسرة المعيشية 2.43، أما متوسط حجم العائلات فبلغ 3.04.
بلغ العمر الوسطي للسكان 31.9 عاماً. وكانت نسبة 24.4% من القاطنين تحت سن الثامنة عشر، وكانت نسبة 14.7% بين الثامنة عشر والرابعة والعشرين عاماً، ونسبة 28.5% كانت واقعةً في الفئة العمرية ما بين الخامسة والعشرين والرابعة والأربعين عاماً، ونسبة 22% كانت ما بين الخامسة والأربعين والرابعة والستين، ونسبة 10.4% كانت ضمن فئة الخامسة والستين عاماً فما فوق. وتوزع التركيب الجنسي للسكان بنسبة 46% ذكور و54% إناث.

## أعلام
- ديفيد بانكروفت جونسون
- شون بارنيت
- ليون ريبي
- إد فريد
- فيليب آدامز
- رالف نورمان
- ديفيد بال